# دکتر و رقاصه
دکتر و رقاصه عنوان فیلمی به کارگردانی خسرو پرویزی و نویسندگی مازیار بازیاران است. در این فیلم ایرج قادری، شورانگیز طباطبایی، مرتضی عقیلی و علی آزاد به ایفای نقش پرداخته‌اند.

## داستان فیلم
سیما (شورانگیز طباطبائی) با خوردن دارو دست به خودکشی می‌زند و قبل از اثر کردن داروها موضوع را به دکتر علی بهروزی (ایرج قادری) اطلاع می‌دهد. علی با کمک پلیس و اداره‌ی مخابرات نشانی سیما را می‌یابد و او را نجات می‌دهد. علی به سیما، که رقاصه‌ی کاباره است، و نیز با برادرش حسن (مرتضی عقیلی) انس می‌گیرد. صفدر (علی آزاد)، صاحب کافه، افرادش را می‌گمارد تا مراقب آنها باشند. علی با این شرط که سیما از کار در کافه دست بکشد با او ازدواج می‌کند؛ اما صفدر به کمک یکی از همکاران سیما به نام اختر (دلیله نمازی) می‌کوشد علی را نسبت به سیما بدبین کند. اختر سیما را به خانه‌ای عمومی می‌کشاند و صفدر با گزارش کردن نشانی خانه به پلیس موجب دستگیری او می‌شود. علی خانه و زندگی و کارش را ترک می‌کند. سیما از زندان مرخص می‌شود و پسری به دنیا می‌آورد. او در کارگاه نساجی کار می‌کند و پسرش شهرام (شهرام ثمینی پور) را بزرگ می‌کند. سال‌ها می‌گذرد و علی در پارک با شهرام آشنا می‌شود. علی و حسن اختر را در کافه ای می‌بینند و او به بی گناهی سیما اعتراف می‌کند. علی و حسن به دنبال سیما می‌گردند. روزی که علی با شهرام در پارک قرار دارد شهرام بر اثر تصادف اتومبیل زخمی می‌شود و علی او را به بیمارستان می‌رساند. پزشکی که از دوستان سابق علی است به علی امکان می‌دهد که شهرام را عمل کند. علی پس از عمل با سیما روبه رو می‌شود و با او و فرزندش زندگی جدیدی را آغاز می‌کند.